# كوسوفو واليورو

الدول الأعضاء في الاتحاد الأوروبي

  في منطقة اليورو
  ضمن ERM II، دون استثناء (بلغاريا)
  ضمن ERM II، بموجب استثناء (الدنمارك)
  ليست ضمن ERM II،لكن ستنضم عند تحقيق معايير التحول إلى اليورو (جمهورية التشيك ‏، المجر ‏، بولندا ‏، رومانيا ‏، والسويد ‏)

دول ليست أعضاء في الاتحاد الأوربي

  تستخدم اليورو وفق اتفاقية (أندورا، موناكو، سان مارينو، الفاتيكان وأندورا)
  تستخدام اليورو من جانب واحد (كوسوفو والجبل الأسود)

اعتمدت كوسوفو اليورو باعتباره عملتها القانونية بحكم الواقع في عام 2002  على الرغم من أن الإقليم ليس عضوًا في منطقة اليورو أو الاتحاد الأوروبي. وحل اليورو محل المارك الألماني منذ عام 1999.   

## خلفية

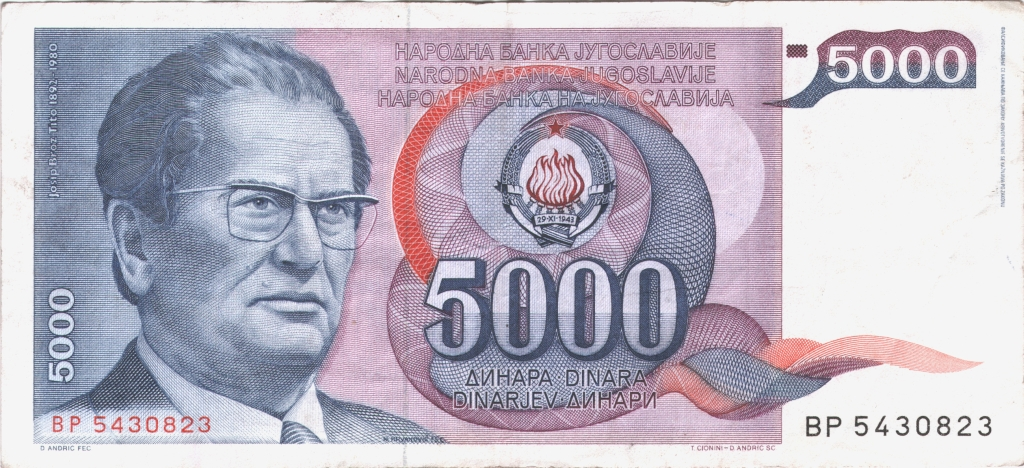
ورقة نقدية فئة 5000 دينار (1985)

أثناء تفكك يوغوسلافيا في أوائل تسعينيات القرن العشرين، حاولت كوسوفو دون جدوى الحصول علىالاستقلال، وفي عامي 1998 و1999 تصاعد الوضع مع %اندلاع حرب كوسوفو.
أعلنت كوسوفو استقلالها في 17 فبراير 2008. وحتى 4 سبتمبر 2020، اعترفت 114 دولة من أصل 193 (59.1%) دولة عضو في الأمم المتحدة رسميًا بجمهورية كوسوفو. والجدير بالذكر أن 22 دولة من أصل 27 (81%) دولة عضو في الاتحاد الأوروبي و24 دولة من أصل 28 (86%) دولة عضو في حلف شمال الأطلسي اعترفت بكوسوفو. وترفض صربيا الاعتراف بها.

## الوضع النقدي قبل عام 1999
قبل إنشاء بعثة الأمم المتحدة للإدارة المؤقتة في كوسوفو، كانت كوسوفو ملتزمة بالسياسة النقدية اليوغوسلافية، وكانت تستخدم الدينار اليوغوسلافي كعملة لها. بيد أن التضخم الناجم عن الحرب والتوترات مع جمهورية يوغوسلافيا الاتحادية أضعفت بشدة قيمة الدينار اليوغوسلافي، وفضل العديد من الناس في كوسوفو استخدام العملات الأجنبية وتخزينها. في ذلك الوقت، كانت العملات الأجنبية الأكثر استخدامًا هي الليك الألباني والمارك الألماني، على الرغم من أن الدولار الأمريكي والفرنك السويسري كانا مستخدمين على نطاق واسع أيضًا.

## المارك

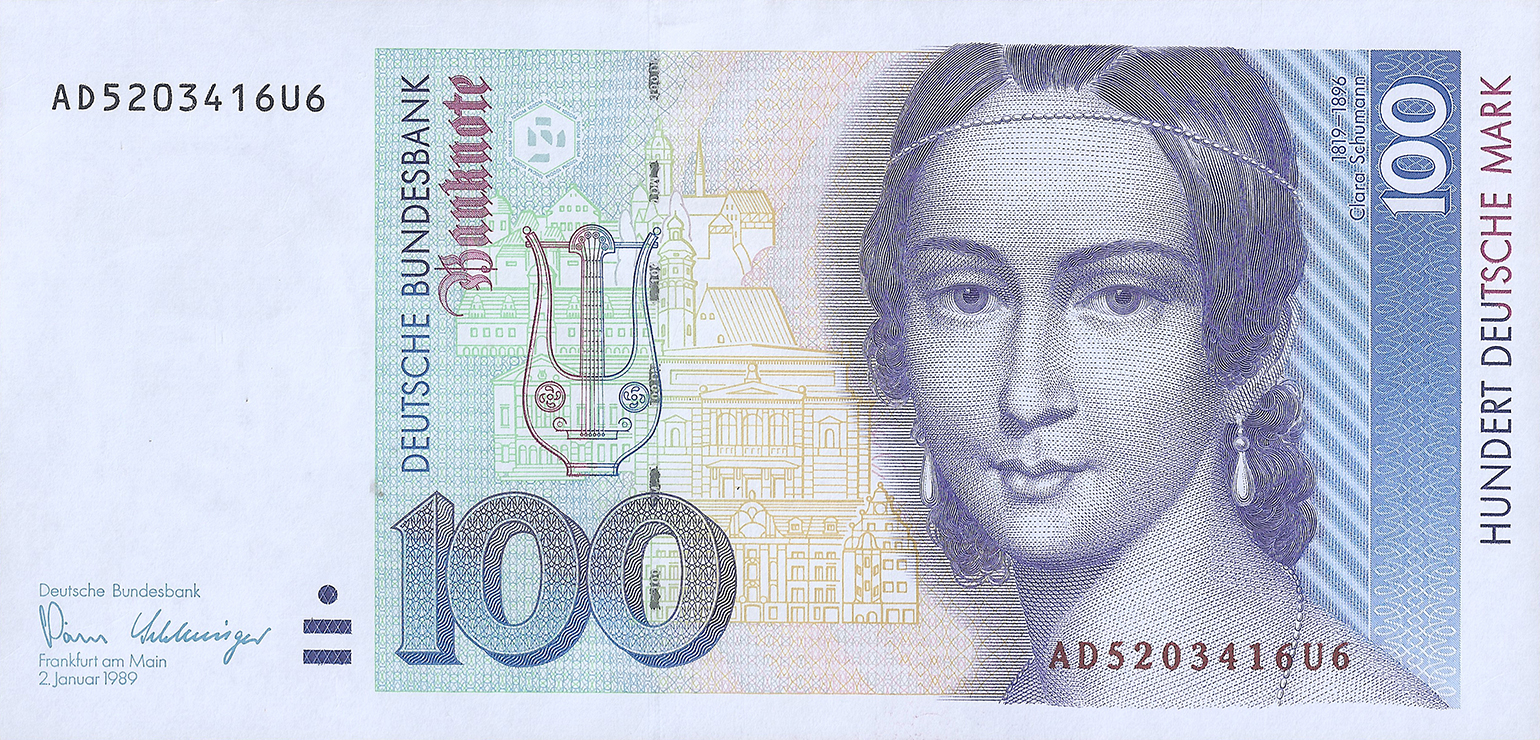
ورقة نقدية بقيمة 100 مارك

وفي الفترة التي أعقبت الصراع مباشرة، كانت العملات الأجنبية ــ وخاصة المارك الألماني  ــ مستخدمة على نطاق واسع إلى جانب الدينار اليوغوسلافي في كوسوفو. وفي سبتمبر 1999، اعترفت بعثة الأمم المتحدة في كوسوفو بالوضع الراهن من خلال إصدار لائحة تقبل استخدام العملات الأخرى.    ورغم أن الدينار لم يُسحب رسمياً من التداول، فإن استخدامه "لم يكن مشجعاً". كما استمر استخدام العملات الأخرى، وخاصة الليك الألباني.   ولم يتم إخطار البنك المركزي الألماني مسبقًا، ولم يرسل أي عملات معدنية أو أوراق نقدية إضافية إلى كوسوفو من أجل التحويل غير الرسمي. ولكن بما أنه لم تكن هناك قيود على استيراد وتصدير المارك الألماني، وكان العديد من الكوسوفيين العاملين في الخارج يرسلون الأموال إلى وطنهم، فقد أصبح من الممكن تزويد كوسوفو بكميات كافية من المارك الألماني.
ظل الدينار اليوغوسلافي (والدينار الصربي لاحقًا) مستخدمًا على نطاق واسع في شمال كوسوفو والجيوب الصربية في جميع أنحاء كوسوفو.

## اليورو

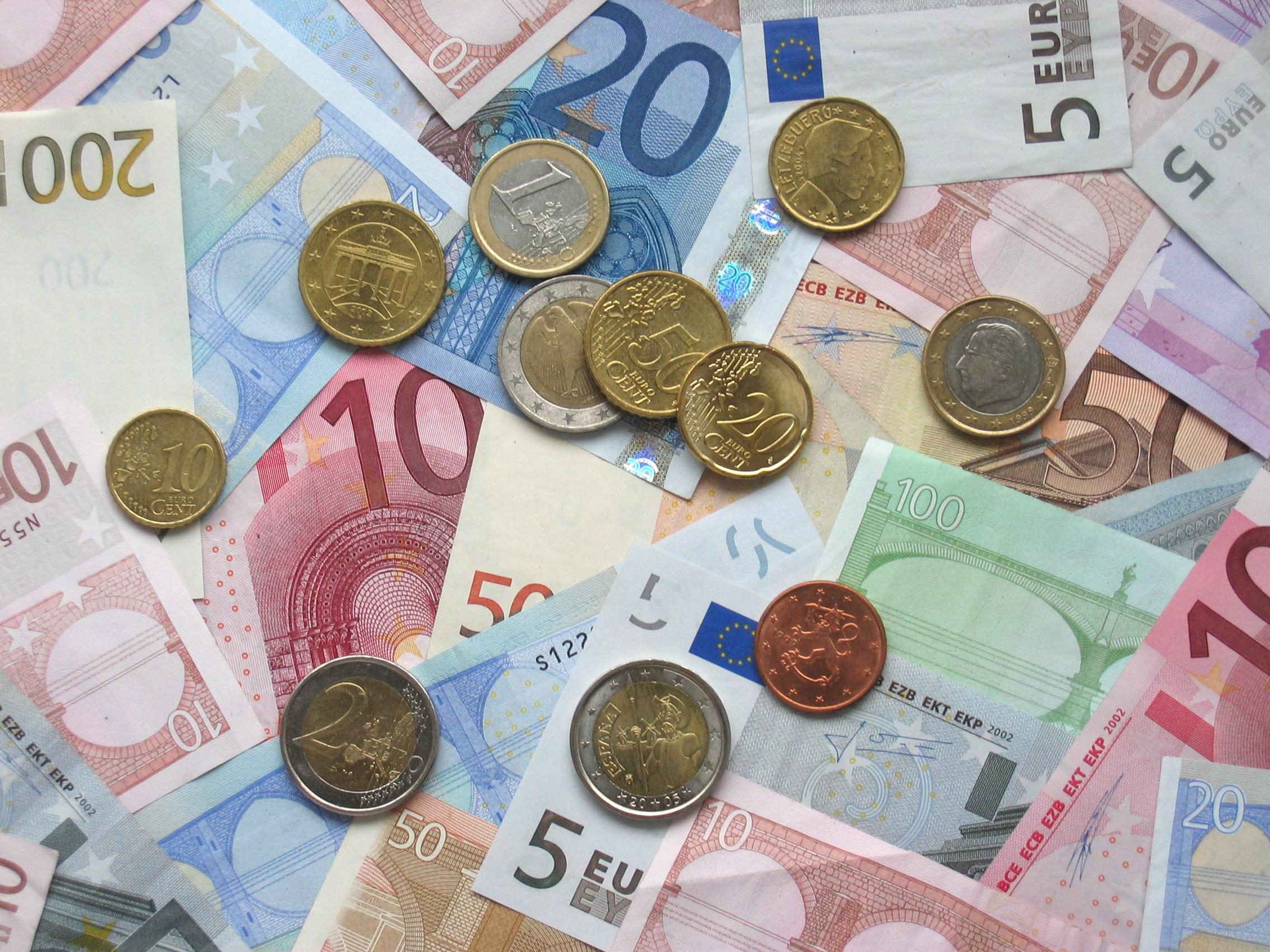
عملات اليورو والأوراق النقدية من فئات مختلفة

وعلى غرار ألمانيا، تحولت كوسوفو إلى اليورو في الأول من يناير 2002. ظل المارك الألماني عملة قانونية في كوسوفو حتى الأول من مارس 2002.
تم تحقيق التحول إلى اليورو بالتعاون مع البنك المركزي الأوروبي والبنوك الوطنية في منطقة اليورو.  وبحلول شهر ديسمبر 2001، تم تحويل نحو 100 مليون يورو نقداً إلى هيئة المصارف والمدفوعات في كوسوفو.  لا تقوم كوسوفو بسك أي عملات معدنية خاصة بها.

## عضوية الاتحاد الأوروبي
كوسوفو مرشح محتمل للانضمام إلى الاتحاد الأوروبي. وقد أعربت المفوضية الأوروبية والبنك المركزي الأوروبي عن استيائهما إزاء قيام البلدان بتبني اليورو من جانب واحد في عدة مناسبات في الماضي،  ومن غير الواضح ما إذا كانت كوسوفو ستتمكن من الانضمام إلى الاتحاد الأوروبي أثناء استخدام اليورو. ولقد أرفقت الجبل الأسود، التي تبنت اليورو من جانب واحد في عام 2002، باتفاقية الاستقرار والشراكة مع الاتحاد الأوروبي بياناً جاء فيه: "إن إدخال اليورو من جانب واحد لا يتوافق مع المعاهدة".  ومن المتوقع أن يتم حل هذه القضية من خلال عملية مفاوضات الانضمام،  حيث صرح البنك المركزي الأوروبي بأن الآثار المترتبة على تبني اليورو من جانب واحد "سوف يتم توضيحها على أبعد تقدير في حالة إجراء مفاوضات محتملة بشأن الانضمام إلى الاتحاد الأوروبي".  وقد اقترح الدبلوماسيون أنه من غير المرجح أن تضطر البلدان إلى سحب اليورو من التداول.  

## ملحوظات
1. ↑  وقد قدر البنك المركزي الألماني في سبتمبر 1999 أن 2 مليار مارك ألماني كانت محتجزة في يوغوسلافيا السابقة. وهذا يعادل أكثر من 80 ماركاً للفرد.